# Maria van Boulogne
Maria van Boulogne (1136 — Montreuil, 25 juli 1182) was tussen 1159 en 1170 gravin van Boulogne samen met haar man Mattheüs I van de Elzas.

## Biografie
Maria werd geboren als het jongste kind van Stefanus van Engeland en Mathilde van Boulogne. Ze werd al op jonge leeftijd novice in een klooster in Kent voor ze werd overgeplaatst naar de Abdij van Romsey in Hampshire. In het jaar 1155 werd ze verkozen tot abdis van het klooster.
Toen haar oudere broer Willem veertien jaar later overleed werd zij suo jure gravin van Boulogne. Vanwege die nieuwe macht werd Maria van Boulogne een jaar later uit het klooster ontvoerd door Mattheüs I van de Elzas en dwong hij haar met hem te trouwen. Tien jaar na hun huwelijk werd het huwelijk geannuleerd en hierop trad Maria weer in het klooster in, ditmaal in de benedictijnse abdij te Montreuil waar ze in 1182 overleed.

## Huwelijk en kinderen
Maria van Boulogne was gehuwd met Mattheüs I en zij kregen twee kinderen:
- Ida van Boulogne, erfgename van Boulogne
- Mathilde van de Elzas

## Voorouders
| Voorouders van Maria van Boulogne (1136-1182) | Voorouders van Maria van Boulogne (1136-1182)                               | Voorouders van Maria van Boulogne (1136-1182)                               | Voorouders van Maria van Boulogne (1136-1182)                                   | Voorouders van Maria van Boulogne (1136-1182)                                   | Voorouders van Maria van Boulogne (1136-1182)                                | Voorouders van Maria van Boulogne (1136-1182)                                | Voorouders van Maria van Boulogne (1136-1182)                                         | Voorouders van Maria van Boulogne (1136-1182)                                         |
| --------------------------------------------- | --------------------------------------------------------------------------- | --------------------------------------------------------------------------- | ------------------------------------------------------------------------------- | ------------------------------------------------------------------------------- | ---------------------------------------------------------------------------- | ---------------------------------------------------------------------------- | ------------------------------------------------------------------------------------- | ------------------------------------------------------------------------------------- |
| Overgrootouders                               | Theobald III van Blois (1012-1089) ∞ Garsende van Maine (-)                 | Theobald III van Blois (1012-1089) ∞ Garsende van Maine (-)                 | Willem de Veroveraar (ca. 1028–1087) ∞ 1051 Mathilde van Vlaanderen (1031-1083) | Willem de Veroveraar (ca. 1028–1087) ∞ 1051 Mathilde van Vlaanderen (1031-1083) | Eustaas II van Boulogne (1058-1125) ∞ Ida van Verdun (1040-1113)             | Eustaas II van Boulogne (1058-1125) ∞ Ida van Verdun (1040-1113)             | Malcolm III van Schotland (1031–1093) ∞ 1051 Margaretha van Schotland (ca. 1045-1093) | Malcolm III van Schotland (1031–1093) ∞ 1051 Margaretha van Schotland (ca. 1045-1093) |
| Grootouders                                   | Stefanus II van Blois (ca. 1045–1102) ∞ 1080 Adela van Engeland (1062-1137) | Stefanus II van Blois (ca. 1045–1102) ∞ 1080 Adela van Engeland (1062-1137) | Stefanus II van Blois (ca. 1045–1102) ∞ 1080 Adela van Engeland (1062-1137)     | Stefanus II van Blois (ca. 1045–1102) ∞ 1080 Adela van Engeland (1062-1137)     | Eustaas III van Boulogne (1058–1125) ∞ 1051 Maria van Schotland] (1082-1116) | Eustaas III van Boulogne (1058–1125) ∞ 1051 Maria van Schotland] (1082-1116) | Eustaas III van Boulogne (1058–1125) ∞ 1051 Maria van Schotland] (1082-1116)          | Eustaas III van Boulogne (1058–1125) ∞ 1051 Maria van Schotland] (1082-1116)          |
| Ouders                                        | Stefanus van Engeland (1096-1154) ∞ Mathilde van Boulogne (1105-1152)       | Stefanus van Engeland (1096-1154) ∞ Mathilde van Boulogne (1105-1152)       | Stefanus van Engeland (1096-1154) ∞ Mathilde van Boulogne (1105-1152)           | Stefanus van Engeland (1096-1154) ∞ Mathilde van Boulogne (1105-1152)           | Stefanus van Engeland (1096-1154) ∞ Mathilde van Boulogne (1105-1152)        | Stefanus van Engeland (1096-1154) ∞ Mathilde van Boulogne (1105-1152)        | Stefanus van Engeland (1096-1154) ∞ Mathilde van Boulogne (1105-1152)                 | Stefanus van Engeland (1096-1154) ∞ Mathilde van Boulogne (1105-1152)                 |